# Escale (album)
 (mars 2023).
Si vous disposez d'ouvrages ou d'articles de référence ou si vous connaissez des sites web de qualité traitant du thème abordé ici, merci de compléter l'article en donnant les références utiles à sa vérifiabilité et en les liant à la section « Notes et références ».
Albums de Slaï
Caraïbes (album)
(2008)
Escale est le cinquième album studio du chanteur de zouk Slaï, sorti en 2011.

## Pistes
1. Lentement
2. Autour de toi
3. Ça ne te convient pas
4. Comment lui dire
5. Si ou enmé mwen
6. Avec toi
7. Un crime
8. Ne lâche pas
9. Eau de vie
10. Zoukboxe
11. Trop tard
12. Prends ma main